# Zelda II: The Adventure of Link
Zelda II: The Adventure of Link (japanisch リンクの冒険, Rinku no Bōken, etwa: Links Abenteuer) ist der zweite Teil der The-Legend-of-Zelda-Reihe und erschien am 14. Januar 1987 auf dem Famicom Disk System nur elf Monate nach dem Release von The Legend of Zelda (1986) und sieben Monate, bevor der erste Zelda-Titel in Nordamerika erschien. Das Spiel erschien im November 1988 auf dem Nintendo Entertainment System in der PAL-Region, fast zwei Jahre nach der Veröffentlichung in Japan.
The Adventure of Link ist der direkte Nachfolger von The Legend of Zelda, in dem der Protagonist Link Prinzessin Zelda aufwecken muss. Das Spiel ist chronologisch der einzige direkte Nachfolger des ersten Teils, weil alle anderen Spiele Prequels sind oder in einem anderen Universum spielen, gemäß der offiziellen Zelda-Timeline.
Das Spiel wurde für mehrere Nintendo-Plattformen wiederveröffentlicht. Es verkaufte sich rund 4,4 Millionen Mal.

## Handlung
Die Ereignisse von The Legend of Zelda liegen lange zurück. Nachdem Link den König der Bösewichte, Ganon, besiegt hatte, kehrte wieder Ruhe und Frieden im Königreich Hyrule ein. Der inzwischen fast 16-jährige Link bemerkt eines Tages auf der Außenfläche seiner linken Hand ein merkwürdiges Zeichen, welches genauso aussieht wie das Wappen von Hyrule. Besorgt wendet er sich an Impa, das Kindermädchen von Prinzessin Zelda. Sie nimmt ihn daraufhin mit zum Nordschloss, in dem eine Tür seit langer Zeit magisch versiegelt ist. Impa drückt Links linke Hand gegen die Tür und diese öffnet sich. In der Mitte des Raumes liegt eine schlafende Frau. Impa erzählt Link, dass es sich hierbei um Prinzessin Zelda handelt.
Nachdem Zeldas Vater, der König von Hyrule, verstorben war, versuchte Zeldas Bruder, der Prinz von Hyrule, sie zu zwingen, ihm das Versteck des letzten der drei magischen goldenen Dreiecke zu verraten. Das Geheimnis des Aufenthaltsorts kannte nach dem Tod ihres Vaters nur noch sie. Es handelte sich um das sogenannte „Triforce des Mutes“, das seinem Besitzer große Macht verleiht. Zelda weigerte sich jedoch, das Versteck zu verraten. Daraufhin legte ein mit dem Prinzen befreundeter Zauberer wutentbrannt einen mächtigen Zauber auf die Prinzessin, sodass sie in einen „ewigen“ Schlaf fiel. Allerdings starb der Zauberer an den Folgen seines Zaubers. Dem Prinzen war es nicht möglich, den Zauber aufzuheben, und so brachte er Zelda in das Nordschloss, in der Hoffnung, dass sie irgendwann wieder aufwachen würde.
Impa erzählt Link, das Zeichen auf seiner linken Hand bedeute, dass er auserkoren sei, Zelda wiederzuerwecken. Sie überreichte ihm daraufhin eine kleine Kiste, in der sich sechs Kristalle und eine uralte Schriftrolle befinden, die nur der zukünftige König von Hyrule lesen kann. Link kann sie lesen und erfährt aus ihr, dass jeder Kristall in einem anderen Palast in Hyrule platziert werden muss. Dies öffnet den Weg zum „Großen Palast“, in welchem sich das letzte der drei goldenen Dreiecke, das „Triforce des Mutes“, befindet. Dieses mächtige Artefakt hat in Kombination mit den anderen beiden magischen Triforcestücken die Kraft, die verzauberte Zelda aus ihrem magischen Schlaf zu erwecken. Link nimmt die Kristalle an sich und macht sich auf den Weg, diese wieder in die 6 verschiedenen Paläste einzusetzen.
In der Zwischenzeit beginnen die Anhänger Ganons allerdings mit der Suche nach Link, um ihn zu töten. Ihr Ziel ist die Rückkehr ihres Königs Ganon. Dies kann nur geschehen, wenn Link stirbt und sein Blut über die Asche von Ganon vergossen wird.

## Technik
Das Spielgeschehen spielt sich nicht wie im Vorgänger nur aus der Vogelperspektive ab sondern meistens von der Seite (ähnlich wie schon beim Ersten "Super Mario Bros.".), dazu gibt es in dem Spiel einige 'Jump and Run' Passagen was bedeutet das Link in diesem Teil jederzeit springen kann. Außerdem legt dieses Spiel weniger den Fokus auf Rätsel sondern mehr auf Combat und das geschickte benutzen von Zaubersprüchen die man während des Spiels erlernt. Abseits davon hat das Spiel einige Elemente aus Rollenspielen übernommen so hat Link nicht nur eine Lebensanzeige sondern auch eine Leiste für Magie, diese wird benötigt um in dem Spiel Zaubersprüche zu verwenden. Dazu bekommt Link fast immer wenn er Gegner tötet Erfahrungspunkte mit denen er seine Werte Leben, Magie und Stärke erhöhen kann.

## Zaubersprüche
In dem Spiel erlernt Link verschiedene Zaubersprüche von Magiern die sich in den Dörfern aufhalten. Meistens muss Link erst eine bestimmte Aufgabe für einen Dorfbewohner erfüllen bevor er mit dem Magier des Dorfes sprechen darf, der ihm anschließend den Zauber beibringt. Im Spiel erlernt Link insgesamt 8 Zaubersprüche, da wären der Schild-Zauber womit Link mehr Schaden wegstecken kann, der Sprung-Zauber womit er höher springen kann, der Heil-Zauber der eine gewisse Anzahl an Lebenspunkten regeneriert, der Feen-Zauber wodurch Link sich in eine Fee verwandelt, der Feuer-Zauber wodurch er Flammen werfen kann, der Reflexions-Zauber wodurch er bestimmte Geschosse abwehren kann, der Spruch-Zauber der vor allem benötigt wird um den Magischen-Schlüssel zu bekommen und der Donner-Zauber der bewirkt das alle Gegner auf einem Screen sterben und dieser ist notwendig um den vorletzten Boss besiegen zu können. Wenn Link einen Zauber einsetzt braucht er eine gewisse Anzahl an Magie, nachdem er einen Zauber ausgeführt hat sinkt seine Magieleiste immer um so viel Magie wie er gebraucht hat.

## Neuveröffentlichungen
Am 1. September 2011 erschien Zelda II: The Adventure of Link im Rahmen des sogenannten „Botschafter-Programms“ für den Nintendo 3DS, wo es aus dem eShop heruntergeladen werden kann. Durch das Botschafter-Programm bietet Nintendo 3DS-Erstkäufern 20 Gratis-Spiele an, davon 10 für das NES und 10 für den Game Boy Advance, die Ende des Jahres verfügbar waren. Damit reagierte Nintendo auf die starke Preissenkung des 3DS, die am 12. August erfolgte. Das Spiel ist außerdem im Rahmen der Virtual Console herunterladbar, sowie im Nintendo Classic Mini: Nintendo Entertainment System und der Game & Watch-Special-Edition The Legend of Zelda enthalten. 